# تلاعب بالأدلة
التلاعب بالأدلة (بالإنجليزية: Tampering with evidence)‏ أو إتلاف الأدلة (بالإنجليزية: evidence tampering)‏، هو قيام شخص ما بتغيير الأدلة أو إخفائها أو تزويرها أو إتلافها بقصد التدخل في تحقيق تُجريه سلطة إنفاذ القانون أو الحكومة أو السلطة التنظيمية. تعتبر جريمة جنائية في العديد من الولايات القضائية.
يرتبط التلاعب بالأدلة ارتباطًا وثيقًا بالمسألة القانونية المتمثلة في سرقة الأدلة، والتي عادة ما تكون بمثابة القانون المدني أو نسخة الإجراءات القانونية الواجبة لنفس المفهوم (ولكنها قد تكون في حد ذاتها جريمة). ويرتبط التلاعب بالأدلة أيضًا ارتباطًا وثيقًا بإعاقة العدالة وتحريف مسار العدالة، وغالبًا ما يتم اتهام هذين النوعين من الجرائم معًا. عادة ما يكون الهدف من التلاعب بالأدلة هو التغطية على جريمة ما أو بقصد إيذاء الشخص المتهم.

## ضياع الأدلة (Spoliation)
ضياع الأدلة أو السّلب هو الحجب المتعمد أو المتهور أو الإهمال للأدلة ذات الصلة بإجراءات قانونية أو إخفائها أو تغييرها أو اختلاقها أو إتلافها.
إن استنتاج السلب هو استنتاج دليلي سلبي يمكن لقاضي الوقائع استخلاصه من إتلاف الطرف للأدلة ذات الصلة بإجراء مدني أو جنائي مستمر أو متوقع بشكل معقول: يمكن لمكتشف الحقيقة مراجعة جميع الأدلة التي تم الكشف عنها ضد الذي أتلف ولصالح الطرف المنافس.
ومع ذلك، في المحاكم الفيدرالية الأمريكية، أدت التحديثات التي تم إدخالها على القواعد الفيدرالية للإجراءات المدنية في عام 2015 إلى انخفاض كبير في عقوبات السلب.

### نظرية
نظرية استنتاج السلب هي أنه عندما يقوم أحد الأطراف بإتلاف الأدلة، قد يكون من المعقول استنتاج أن الطرف كان لديه "وعي بالذنب" أو أي دافع آخر لتجنب الأدلة. ولذلك، قد يستنتج مكتشف الحقائق أن الدليل سيكون في غير صالح الذي أتلف. وقد اعترفت بعض الولايات القضائية بدعوى ضرر السلب، والتي تسمح لضحية إتلاف أدلة برفع دعوى ضرر منفصلة ضد الذي أتلف.

## عن طريق إنفاذ القانون
عندما تصادر الشرطة  أو تدمر صور أحد المواطنين أو تسجيلاته المتعلقة بسوء سلوك الضباط، فإن فعل الشرطة المتمثل في تدمير الأدلة قد تتم مقاضاته باعتباره عملاً من أعمال التلاعب بالأدلة، إذا كانت التسجيلات التي تم إتلافها هي دليل محتمل في تحقيق جنائي أو تنظيمي للضباط أنفسهم.

## أمثلة على ضياع الأدلة
- فضيحة إنرون، وقضية آرثر أندرسن إل إل بي ضد الولايات المتحدة
- قضية إيران-كونترا ودور فاون هول
- تمزيق ملفات شرطة العاصمة[10]
- قيام كونراد بلاك بإزالة 13 صندوق أدلة مختومًا من مكتبه أثناء المحاكمة[11]
- أمرُ مدير وكالة المخابرات المركزية ريتشارد هيلمز بتدمير ملفات مشروع إم كي ألترا